# کانم
کانم (به انگلیسی: Kanem) یکی از منطقه‌های کشور چاد است. این منطقه در سال ۲۰۰۹ میلادی ۳۵۴٬۶۰۳ نفر جمعیت داشته‌است.
مردم این منطقه شامل نژادهای عرب‌های بقاره (۴٫۹۷٪), مردمان توبو دازا زبان (۴۸٫۲۵٪), مردمان فولانی و مردمان کانمبو (۴۰٫۵۴٪) است.